# Jacques-Greg Belobo
Jacques-Greg Belobo est un musicien camerounais, chanteur classique à la voix basse.

## Biographie

### Enfance, formation et débuts
Jacques-Greg étudie le chant au Conservatoire national de région de Nice, puis au Conservatoire national supérieur de musique et de danse de Paris.
Après un an et demi dans le Junges Ensemble du Bayerische Staatsoper, Jacques-Greg Belobo entre dans la troupe du Semperoper de Dresde de 2003 à 2011.

## Carrière
En 2011, Jacques-Greg Belobo est freelance. Il chante sur les scènes d'opéras et de concerts dans le monde entier sous la baguette de chefs tels que Zubin Mehta, James Levine, Myung-Whun Chung, Marc Soustrot, Fabio Luisi, Jacques Delacôt, Michel Piquemal, Massimo Zanetti, Sebastian Weigle, Paul Goodwin, Roland Hayrabedian, Johannes Wildner… dans, entre autres, Sarastro (Die Zauberflöte), le Roi (Aida), Colline (La Bohème), il Grande Sacerdote (Nabucco), Kaspar et Eremit (Der Freischütz), Leporello et le commandeur (Don Giovanni), Giorgio (I puritani), Escamillo (Carmen), Taddeo (L'Italienne à Alger)… Il se produit régulièrement en concert dans, entre autres, le Requiem de Verdi, le Requiem allemand de Brahms, le Requiem de Fauré, le Stabat Mater et le Requiem de Dvorak, la Messe du couronnement de Mozart, la Petite Messe solennelle de Rossini… Il se produit régulièrement en récital de mélodies françaises, de Lieder ou de mélodies traditionnelles du Cameroun, son pays natal.

### Au cinéma
En 2016, il lutte contre le terrorisme dans le film camerounais La patrie d'abord !!!, dans le rôle d’un Colonel du nom de Rigobert Nyobe, film réalisé par Thierry Ntamack.

## Distinctions

### Au chant
Il obtient plusieurs prix à des concours de chant tels que :
- le Premier Prix du Concours National de Chant Lyrique de Béziers,
- le Premier Prix du Concours National de Chant Lyrique d'Ales
- le Premier Prix du Concours d'Opérette de Rennes.
- il est lauréat du 2e Prix au Concours International de Genève 2000
- il obtient cinq prix au concours international Belverere de Vienne en juillet 2002.
- il est sélectionné en 2003 pour la compétition BBC Cardiff Singer of the World competition de la BBC[2].

En 2012, il gagne le Distinguished Award for Excellence in the Arts de la Cameroun Professionnal Society.

### Au cinéma
En 2017, il remporte le trophée francophone du second rôle masculin pour sa performance dans La Patrie d’abord !!!

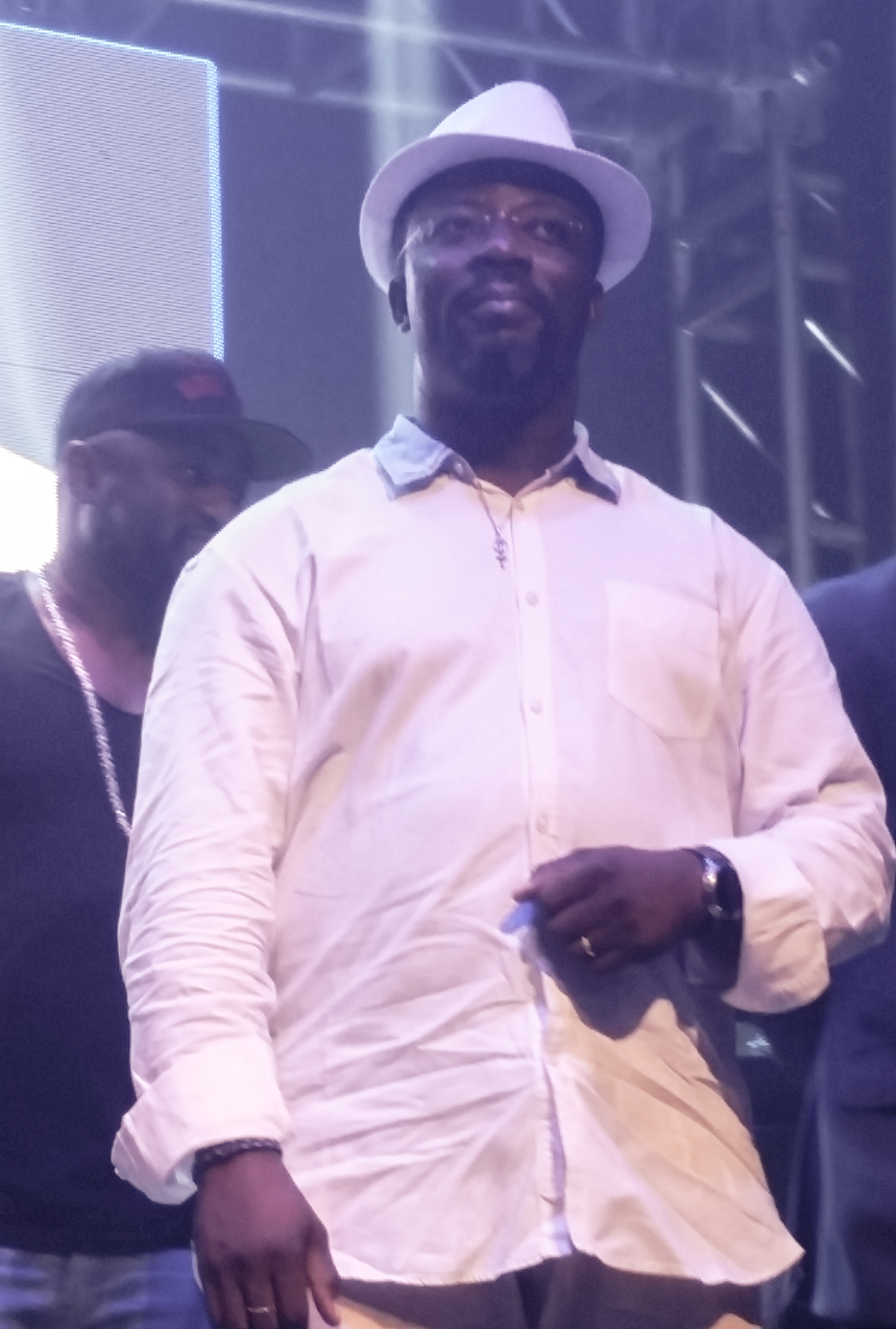